# 加藤大治郎
加藤 大治郎(かとう だいじろう、1976年7月4日 - 2003年4月20日)は、埼玉県浦和市(現:さいたま市浦和区)出身のオートバイロードレーサー。2001年のロードレース世界選手権250ccクラスチャンピオン。
血液型はA型。愛称は「大ちゃん」など。

## 来歴

### ポケバイ・ミニバイクレース時代
3歳の誕生日に両親からポケバイをプレゼントされたことをきっかけに、5歳時からポケバイレースに初出場。自宅近くのサーキット秋ヶ瀬に通うことになる。武田雄一、亀谷長純、阿部典史といった後のロードレースライダーが秋ヶ瀬に集っており、加藤は彼らと競うことで腕を磨いていった。秋ヶ瀬のオーナーの息子であり、後にフォーミュラ・ニッポン(現在の全日本スーパーフォーミュラ選手権)チャンピオンとなる本山哲を兄のように慕っていた。
11歳のときにミニバイクレースにステップアップ、連戦連勝を誇った。

### ノービス時代
1992年に、ロードレースデビューを果たす。16歳で普通自動2輪の免許とロードレースライセンスを取得し、1993年に熊本県に本拠地を置くホンダ系名門レースチームである「Team高武」に加入。九州選手権の3クラス(GP250・GP125・SP250)で出場した全てのレースで優勝し、3クラス全てでチャンピオンを獲得。関東選手権、鈴鹿選手権でも勝利を重ねた。同チームの先輩に柳川明、宇川徹、同年代に玉田誠、後輩に中冨伸一、清成龍一などがいる。
当時高校生であった加藤は、同じ関東出身でありながら熊本の高校に進学した宇川や、高校を中退して加入した愛媛出身の玉田とは異なり、レースの度に住んでいた埼玉と熊本を飛行機で往復していた。両親の方針もあり、レースがあるからといって高校を休むことはなかったという。

### 全日本選手権時代
1994年、2階級の特別昇格により国際A級ライセンスを取得。Team高武から全日本ロードレース選手権GP250クラスにフル参戦。使用マシンはHRCキットパーツも組み込まれていないホンダ・RS250Rであった。転倒が相次ぐシーズンであったものの、終盤のTIサーキット英田(現：岡山国際サーキット)戦で初優勝を遂げる。阿部典史がヤマハに移籍し、起用できなくなった事による代役としてチームHRCからRVF/RC45を使用し鈴鹿8時間耐久ロードレースに初参戦。辻本聡とのペアで挑むもマシンが炎上し、さらにスペアマシンがなかったためリタイアに終わる。
1995年、前年の活躍を受けてHRCよりワークスマシンのホンダNSR250(最新モデルではなく型落ちモデル)を貸与される。2勝を上げ年間ランキング5位。
1996年には前年戦績からホンダより最新ワークスモデルのNSR250を貸与され4勝の成績を収め年間ランキング2位。ロードレース世界選手権の日本GP(鈴鹿サーキット)にスポット参戦、3位に入る。
1997年、ホンダワークスチームのカストロール・ホンダに加入、チャンピオン候補の筆頭となった。しかし全日本開幕戦の週の木曜日であった3月13日、父親が所有するワンボックスカーを運転した際に当時居住していた埼玉県浦和市内で交通事故を起こし、加藤は衝突した際に車外に投げ出され、右足大腿転子骨を骨折しさらに頭部を7針も縫う大怪我を負った。当時居住していた浦和市内の病院に入院した加藤は、その週に鈴鹿で開催される予定であった全日本開幕戦を欠場し、スポット参戦予定であった日本GPへの参戦も「ダメかもしれない」と鈴鹿への移動の前に見舞いに来た武田に報告するほど危ぶまれたが、大治郎は欠場を促す主治医を「絶対に勝つから」と説得し、浦和の病院から転院した鈴鹿の病院からサーキットに通う形で、骨折を抱えた体で日本GPに臨んだ。予選3位からスタートし、ホンダとチーム高武の先輩でGPレギュラーの宇川、1993年GP250クラス世界王者の原田哲也とトップ争いを繰り広げ、最終ラップの最終コーナーでトップに立ち優勝。全日本選手権でも8勝を挙げ、初の全日本チャンピオンに輝いた。幼なじみの武田とコンビを組み、チーム国光・HSCとして往年のホンダ・ロードレーサーRCカラーで参戦したこの年の鈴鹿8耐でもダンロップ製のQタイヤが効果を発揮し、台風9号の影響でスペシャルステージが中止されたことから規定によりポールポジションを獲得したが、決勝では台風の影響で2度転倒し、9位に終わった。
1998年シーズンはチャンピオンとして臨んだ。HRCがNSR250をフルモデルチェンジしたものの、熟成が進まず、加藤のみならず世界選手権でも従来の1軸V型2気筒エンジンを継続したRS250やRSのエンジンに独自設計のフレームを組み合わせて参戦していたテクニカルスポーツ(現:TSR)やエンデュランスを除いてホンダGP250勢は不振に陥った。その中でもヤマハ勢の中野真矢、松戸直樹とのバトルを制して日本GPを連覇し、レース後には「今までのレースで一番嬉しい優勝」と語り、改めてその才能を世界にアピールした。しかし、この年の全日本選手権では1勝も挙げることなく、筑波の決勝で鎖骨を骨折しリタイアした後に復帰したものの、9月に行われたTIサーキット英田でのテスト時に指の腱を切断したことで入院し、手術をしたことでTIサーキット英田と最終戦スポーツランドSUGOでのMFJグランプリの2戦もリタイアとなった。最終的に、このシーズンのリタイアは筑波と8月のMINEサーキット、9月の鈴鹿と3度あったことから、ランキング8位に低迷してしまう。また、最終戦のスポーツランドSUGOでのMFJグランプリ戦では代役としてホンダエンジンユーザー勢で唯一全日本で勝利した玉田が代役としてHRCからNSRを貸与されている。またこの年の鈴鹿8耐ではメインスポンサーにラッキーストライクが付いた他は前年と同じ体制でチーム国光・HSCから参加したが、2位走行中にヘアピンの先でチェーンが切れ、切れたチェーンが各部を暴れた際にマシンへのダメージが大きくリタイアとなった。
1999年は前年の苦悩を繰り返すまいとNSR250の開発に尽力した。ヤマハ・YZR250を駆る松戸とのタイトル争いでは、後半戦に4連勝と巻き返したが、最終的に松戸とポイント・勝利数・上位順位獲得回数で並び、レギュレーションによって前年のランキングが上位であった松戸にチャンピオンの座を奪われた。この年の鈴鹿8耐はワークスのチームHRCではなく、サテライトのチーム高武と桜井ホンダの合同チームから盟友の玉田誠と組んで参戦。雨の影響で加藤が転倒し、その際に東コースショートカットの1周減算のペナルティと修理のため優勝こそ逃したが、それまでは優勝した岡田とバロスのマシンと優勝を争っていた。

### 世界GP250ccクラス時代

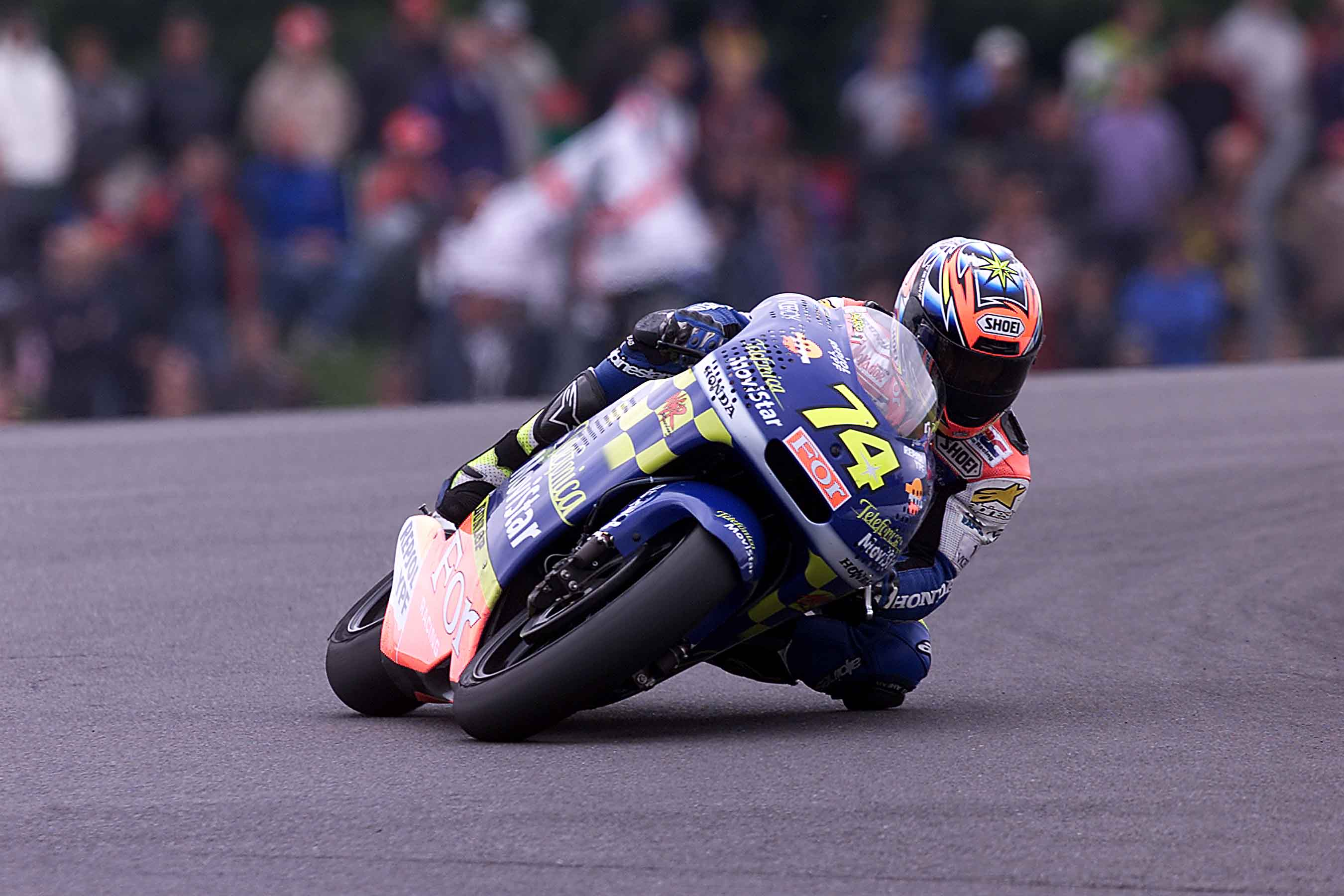
2001年イギリスGP

2000年、ロリス・カピロッシが報酬を巡って交渉決裂しチームを離脱で開いた穴を埋める形でイタリアに本拠地を置くグレシーニ・レーシングに加入し、GPライダーとしてロードレース世界選手権GP250クラスにフル参戦する。第3戦日本GP(鈴鹿サーキット)で宇川や中野との三つ巴戦を制してシーズン初勝利、シーズン終盤にも3勝を挙げ計4勝、ランキング3位。第15戦パシフィックGP(ツインリンクもてぎ)では、ヤマハの中野とファステストラップの応酬によるハイレベルなトップ争いを展開し優勝。この年の鈴鹿8耐には宇川と組んで出場し、最多周回記録を更新しての初優勝。表彰台では宇川とともにツナギを脱いでファンにプレゼントした。
GP2年目の2001年、前年チャンピオンのオリビエ・ジャックをはじめ中野、宇川らランキング上位ライダーがGP500クラスにステップアップし、GP250クラスでは加藤の独擅場かと思われたが、前年までGP500に参戦していたアプリリアの原田と一騎討ちとなる。開幕4連勝でダッシュをかけた加藤に対し、原田は2位に入ることが多く、大治郎の落としたレースを拾ってなんとか喰らいついている状態であった。徐々に2人のポイント差は広がり、第15戦マレーシアGPで大治郎は自身初の世界チャンピオンに輝く。最終戦リオデジャネイロGPも勝利し、GP250クラスの年間最多勝記録に並ぶ11勝を挙げ、チャンピオン獲得に華を添えた。翌年、この功績を称え、文部科学省から「スポーツ功労者顕彰」が贈られた。

### MotoGPクラス時代
2002年、最高峰クラスにステップアップ。最高峰クラスはこの年から「MotoGPクラス」と名称が変わり、それまでの2ストローク500ccマシンに加え、4ストローク990ccマシンが参戦できるようになった。前年チャンピオンのバレンティーノ・ロッシの乗るホンダ・RC211Vなど、4ストロークマシンの多くは加藤の乗るホンダ・NSR500をはじめとする2ストロークマシンの能力を大きく上回り、ほとんどのレースにおいて2ストロークマシン勢は優勝争いに加わることは無かった。それでも、スペインGPでは2ストローク勢としてのシーズン最上位成績となる2位を獲得するなど活躍し、第10戦チェコGPからレプソル・ホンダが前半戦に使用していた型落ちモデルのRC211Vを供給されるに至る。チェコGPでいきなり2位に入り、ラムエア加圧仕様のRC211Vを供給されたパシフィックGPではポールポジションを獲得。MotoGPクラス初優勝が期待されたがリタイアに終わり、それ以降も優勝できないまま2002年シーズンを終えた。

## 事故死

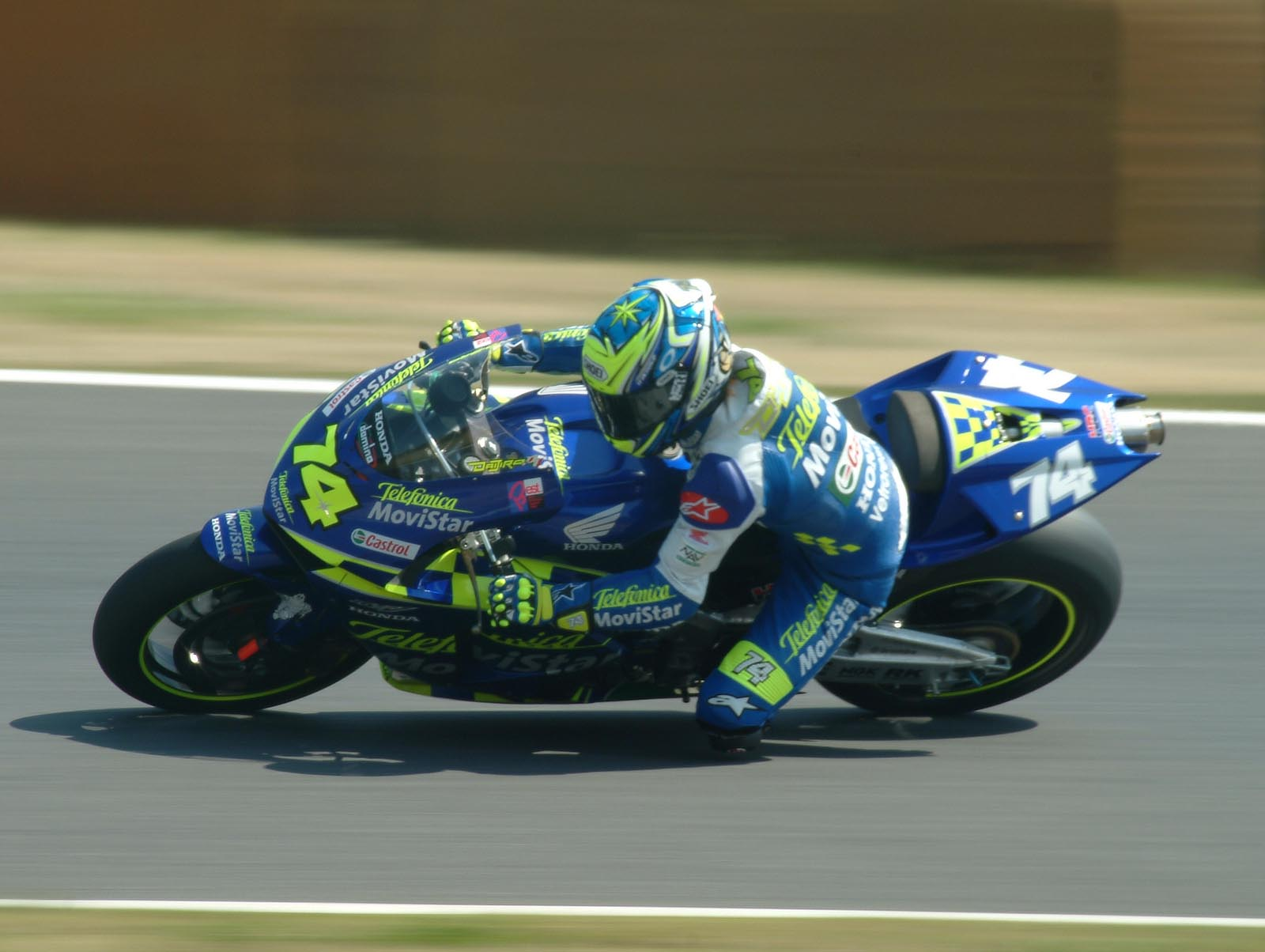
2003年日本GP決勝当日朝のフリー走行。この数時間後に事故が発生した。

2002年シーズンにおいて、体の小さい加藤は大きくパワーのあるRC211Vを扱いきれなかったことから、翌2003年には初優勝を遂げるべく、オフシーズン中に肉体改造に取り組んだ。ウィンターテストにも熱心に取り組み、王者ロッシも最大のライバルとして大治郎の名を挙げた。また、ホンダからもその期待の表れとして、ワークスのレプソル・ホンダ以外のチームでは唯一、ファクトリースペックのRC211Vを供給されている。
周囲から期待されてスタートした2003年シーズン開幕戦の日本GP(鈴鹿サーキット)で、予選は好調とはいえない状態で11位だった。4月6日の決勝ではまずまずのスタートを切り、4位争い集団につけていた。しかし3周目、130Rの立ち上がりでマシンが左右に激しく揺さぶられコントロールを失い、立て直そうと試みたもののその先のシケインにあったスポンジバリアに激突した。コントロールを失ってから激突まで僅か2秒程であった。
その後、ヘリコプターで三重県立総合医療センターに緊急搬送されるも意識不明の状態が2週間続き、4月20日午前0時42分に脳幹梗塞のため死亡した。26歳没。墓所は東京都渋谷区神宮前の妙円寺。同年5月18日、ホンダ青山本社ビルにおいてお別れの会が催され約9,000人のファンが献花に訪れた。
同年10月、MotoGP殿堂入り。パシフィックグランプリが行われるもてぎにてセレモニーが行われた。殿堂入りは史上16人目で、日本人としては初である。また、使用していたゼッケンナンバー「74」が永久欠番に指定された。
2004年5月8日、イタリア・ミサノ市で、ミサノ・サーキットのメインゲートに通じる新しい道路が完成し、大治郎を称えて「viale daijiro kato」（加藤大治郎通り)と命名された。

### 原因の調査

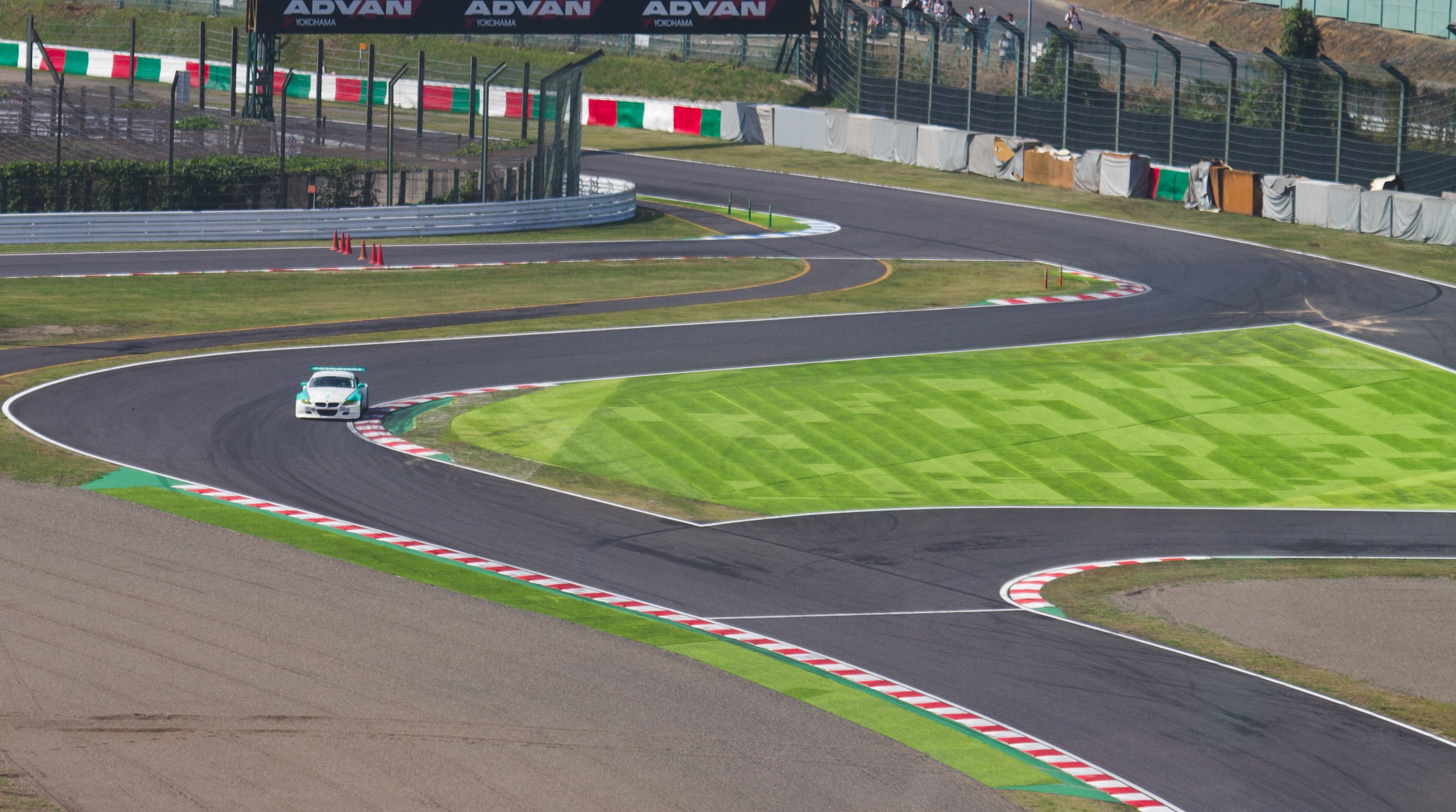
2011年における鈴鹿サーキットのシケイン。再改修により四輪用と二輪用に分けられている。

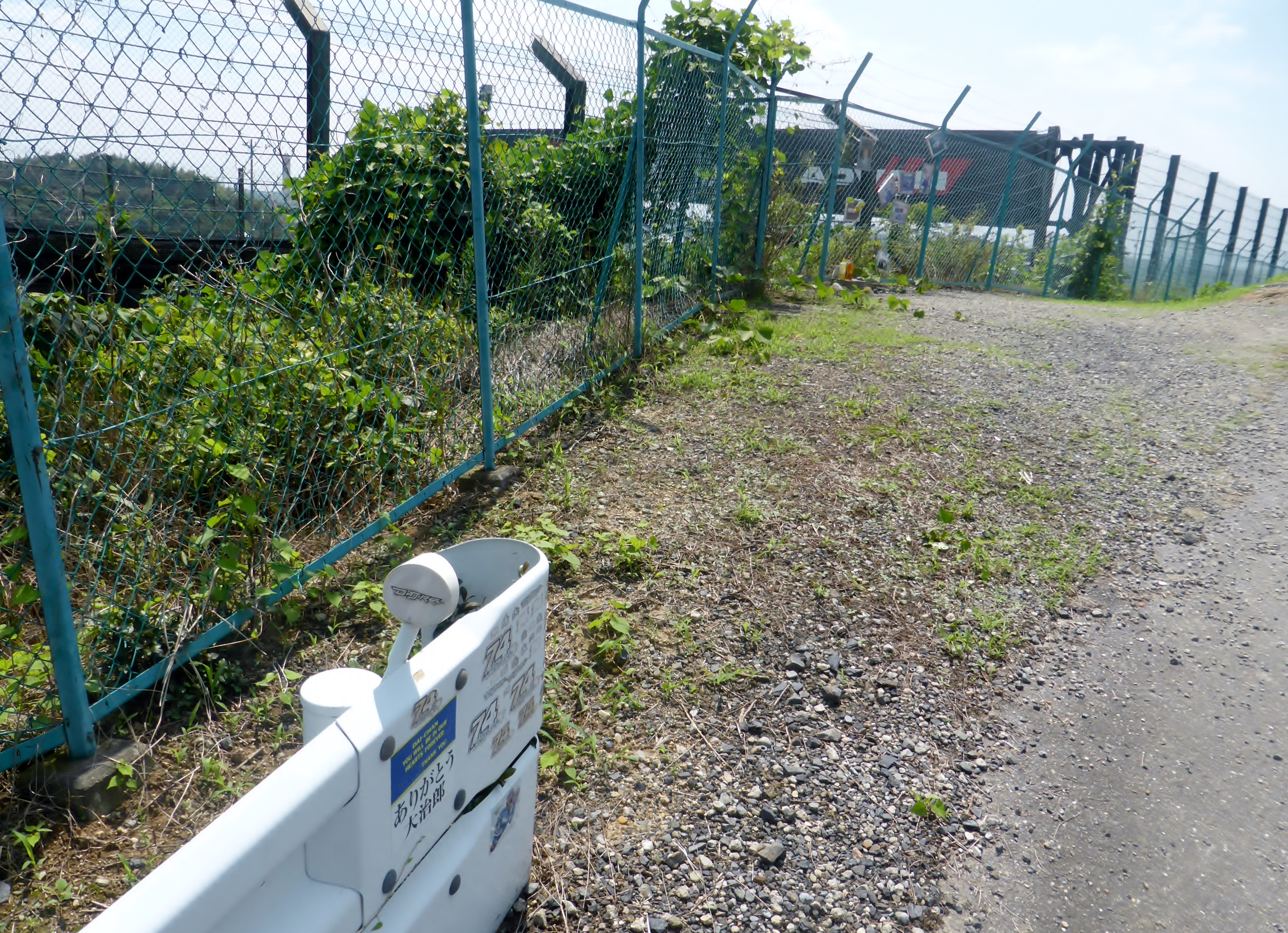
シケイン外にある慰霊スペース

ホンダは2003年4月25日に社外第三者による事故調査委員会を設立し、事故原因の調査を依頼し、10月28日に調査結果報告会が行われた。関係者への聞き取り調査、画像データや車載計測装置の記録などを解析した結果、車両の機能面の異常はなかったと判断し、「ライダーの車両操作」「サーキットのレイアウト変更」「バリアの設置方法の不備」といった要因が複合して事故が発生した、と報告した。
鈴鹿サーキットは事故のあった2003年シーズン開幕前に、安全性向上のため130Rからシケイン・最終コーナーまでの区間の大幅な改修工事を行った。高速の130Rは85Rと340Rの複合コーナーに変更され、外側のランオフエリアが拡張(名称は130Rのまま)された。シケインは65m手前に移設され、そこを通過したあと最終コーナー寄りにクランク状の2輪用シケインが追加された（通称「ダブルシケイン」）。その結果、130R出口の速度がMotoGPマシンでは20km/h速くなりつつ、シケインまでの距離は短くなり、ライダーは高速でマシンを切り返しながら減速することが必要になった。大治郎にとって鈴鹿は走り慣れたホームコースであったが、開幕前テストを海外で行っていたため、改修されたコースを走るのは日本GPが初めてであった。
決勝レース3周目、4位集団のうち3台が裏ストレートから並走する状態で85Rに飛び込み、イン側をとった大治郎は深いバンク角を保ちながら340Rを通過。シケインに向けてブレーキングを開始すると、後輪の横滑りが発生した。フロントブレーキをかけ足しながら切り返しを行うが、この操作で軽いハイサイドを起こし、身体を支えるためハンドルの左側を強く握り、後輪の接地荷重を増すためフロントブレーキを緩めた。その修正動作の結果、車体に左右1.2Gという強いウィーブモード(二輪車固有の振動現象)が発生し、ライダーが左側に振り落とされ、ハンドルにしがみつく状態でコントロールを失い、約170km/hでコース左側のランオフエリアに飛び出した。
シケインへのエントリー部分は県道643号線をまたぐ跨道橋の上にあり、ランオフエリアの幅が一段と狭くなっている。大治郎は車両とともにコース脇に並べられたタイヤバリアに浅い角度でぶつかり、それを擦りながら進んだが、それに続くスポンジバリアの側面に埋まり込み、反動で跳ね上げられた結果、頸椎損傷のダメージを受けたと判断された。タイヤバリアとスポンジバリアのつなぎ目には120cmの隙間があり、その隙間が無ければスポンジバリアの側面に衝突することはなく、受傷の形態は違っていたものと思われる。
5月に行われた全日本選手権でもシケインで接触や転倒が増加したことから、鈴鹿サーキットは6月にシケインの再改修を行い、ダブルシケインを廃止した。既設シケインを四輪用とし、それよりも奥に新たに二輪用のシケインを設置した。
翌2004年鈴鹿サーキットでの日本GP開催は断念され、2000年からツインリンクもてぎで行われていたパシフィックグランプリを2004年以降、1999年と同じように日本GPとして開催することになった。

## その他
- 生前に野球チームを作りたいと話していたことから、加藤の仲間達が集まり「レーサーズ」という野球チームが結成されている。
- 将来は本山や2003年に一度4輪に転向した武田の後を追うように四輪レースに転向したいという事もほのめかしていたが、叶わなかった。
- 日本での愛車は、ポルシェ・996、ホンダから貸与されたインディイエローのホンダ・NSX、ダカールイエローのE36型BMW・M3クーペ。
  - 欧州ではメルセデス・ベンツ・CLKカブリオレ。ポルシェは大治郎の死後、本山が所有している。また、メルセデス・ベンツは2000年シーズン開幕前にファウスト・グレシーニからプレゼントされたが、イタリア国内にてHRCのメカニックを同乗させていた際に事故を起こして廃車にし、イタリアで新聞沙汰となった[2]。
  - NSXは元々幼なじみで親友の武田にホンダが貸与した車だったが、武田が当時居住していた埼玉県浦和市内で交通事故を起こし、没収されたのを修理した車両である。
- 好きな車はホンダ・S2000だとインタビューで発言していたが、所有することは叶わなかった。加藤の運転する車に同乗したことがある武田と亀谷、HRCのメカニックは「車の運転は上手ではなく、かなり下手でセンスゼロで、乗れたものじゃなかった」と語っている。
- また、伊藤真一が宮城県内で経営する店に遊びに行った際、店の近くの国道でトラックと衝突し、乗っていた車は大破。運転していた加藤は度々交通事故を起こしていたことから何も動じていなかったが、助手席に同乗していた伊藤は「もう加藤が運転する車に同乗したくない」と明かしている[2][4][23]。
  - バイクはホンダ・ジョルノ、ホンダ・フォルツァ[24]、ホンダ・FTR、ホンダ・CBR600F4i、モタード仕様に改造されたホンダ・CRF450[25]を所有していたが、ジョルノは武田雄一に貸した時にエンジンが壊れたという[26]。

また、2000年シーズンオフまで大型自動二輪車運転免許証を取得していなかった。
- 自身が優勝した2000年の第15戦パシフィックGP(ツインリンクもてぎ)のレース後、2位に敗れたヤマハの中野はインタビュー中に涙を浮かべるほど悔しがっていた。後日中野は「レース中、周りの風景がゆっくり流れるように見えた。それくらい集中していた。それでも勝てなかった。」とコメントした。
- 九州出身ではないチーム高武のライダーは宇川や玉田を筆頭に基本的に熊本にある高武の2階に住んでいたが、加藤は熊本にある高武の2階で生活したことは無く、高校卒業後は浦和市内のマンションに住んでいたという[3]。
- 1998年に武田と組んで鈴鹿8耐に参加した際、鈴鹿8耐は一年に一度のお祭りということで、二子玉川の美容室で5時間かけて髪を青く染めて鈴鹿に現れた[27]が、鈴鹿に着いた瞬間にチーム・HRCの吉村平次郎総監督に見つかってしまう。すぐに呼び出しを受け[28]、吉村に『黒く染め直さんとレースに出さん』と言われ、出る出ないで揉めた際にたくさん怒られた[29]末、黒くするスプレーで次の日はごまかし[30]、汗が真っ黒になったこと[31]や、当時居住していた浦和で度々事故を起こした結果、翌年の契約で髪を赤く染めて同じように度々事故を起こした武田ともども、茶髪および長髪は禁止、サーキットに来場する時は必ず襟付きの服をズボンに入れた状態でサーキットに来ることや、HRCと契約していた全てのライダーはサーキットへの移動時に車での移動を禁じることを契約書に明記されたことがある[4][32]。
- 武田によると全日本時代の加藤とHRC時代の武田はたびたびHRCから給料カットや罰金などの処分を受けていたことで経済的に困窮していたことがあり、武田ともども本山のカードで生活していたこともあると明かしている[2]。
- 2001年のシーズンオフ、最終戦の舞台だったリオデジャネイロGPから帰国した加藤と、日本での親善試合を終えたサッカーイタリア代表が成田空港で鉢合わせた際、大治郎のファンだったアレッサンドロ・デル・ピエロがサインを求め、加藤も快く応じた。しかしながら報道陣の多くは加藤のことを認知しておらず、サッカー界の世界的なスタープレイヤーが、日本人の若者にサインを求める様子を見た日本のサッカーの番記者たちは「あの日本人は何者だ？」と騒然となった。このエピソードは、欧州における2輪レースの人気が日本ではほとんど知られていないことや、チャンピオンですら一般的にはほとんど知名度が無いという状況を象徴するものとして、しばしば紹介される。
- 元チームメイトのセテ・ジベルナウ選手は加藤の死後に優勝した南アフリカGPで天に指を指して加藤に優勝を捧げるポーズを行っていた。
- マシン開発側に対して大治郎は細かい注文をつけなかったが、鈴鹿8耐仕様のVTR1000SPWに関しては耐久仕様のタンクはエアボックスを大きくしたためタンクの横幅が大きく張り出しており、ハングオフした時の外側の腕がタンクの張り出しに当たって伸びきることから、そこだけ修正するよう注文した。
- 墓所は東京都渋谷区神宮前の妙円寺に建てられている[33]。
- 加藤の両親は、息子の死後もマネジメント会社である「有限会社デルタ・エンタープライズ」を経営し、加藤の名を冠したポケバイ「74Daijiro」の開発・製造や、ポケバイレースの運営などを続けている[34]。社名に関して武田は後年、加藤と武田が話し合って考えたということを明かしている[35]。

## 主な戦績
- 1992年 - 16歳でサーキットデビュー
- 1993年 - Team高武 with RSC(関東選手権はアイ・ファクトリー担当)[36]

九州選手権ロードレースGP250チャンピオン(ホンダRS250R
九州選手権ロードレースGP125チャンピオン(ホンダRS125R)
九州選手権ロードレースSP250チャンピオン(ホンダNSR250R)
鈴鹿選手権ロードレースSP250ランキング6位(ホンダNSR250R)
関東選手権ロードレースGP250ランキング3位(ホンダRS250R)
関東選手権ロードレースSP250ランキング15位(ホンダNSR250R)
年間ランキング:GP250クラス1位　GP125クラス1位　SP250クラス1位
- 1994年 - Team高武 with RSC/ホンダRS250R[37]

全日本ロードレース選手権GP250ランキング7位(1勝)
鈴鹿8時間耐久ロードレース リタイア(辻本聡)(チームHRC/ホンダ・RVF/RC45)
- 1995年 - Team高武 with RSC/ホンダNSR250 [37]

全日本ロードレース選手権GP250ランキング5位(2勝)
鈴鹿8時間耐久ロードレース 12位(テリー・ライマー)(NIKKEN Team高武RSC/ホンダRVF/RC45)
- 1996年 - Team高武 with RSC/ホンダNSR250[38]

全日本ロードレース選手権GP250ランキング2位(4勝)
ロードレース世界選手権・日本GP(鈴鹿)GP250クラス3位
- 1997年 - カストロール・ホンダ/ホンダNSR250[38]

全日本ロードレース選手権GP250チャンピオン(8勝)
ロードレース世界選手権・日本GP(鈴鹿)GP250クラス優勝
鈴鹿8時間耐久ロードレース 9位 ポールポジション獲得(武田雄一)(チーム国光 with HSC/ホンダRVF/RC45)
- 1998年 - カストロール・ホンダ/ホンダNSR250

全日本ロードレース選手権GP250ランキング8位
ロードレース世界選手権・日本GP(鈴鹿)GP250クラス優勝
鈴鹿8時間耐久ロードレース リタイア(武田雄一)(ラッキーストライクHSC/ホンダRVF/RC45)
- 1999年 - カストロール・ホンダ/ホンダNSR250

全日本ロードレース選手権GP250ランキング2位(4勝)
ロードレース世界選手権・日本GP(もてぎ)GP250クラス5位
鈴鹿8時間耐久ロードレース 8位 (玉田誠)(Team高武と桜井ホンダ/ホンダRVF/RC45)
- 2000年 - AXO・ホンダ・グレシーニ/ホンダNSR250

ロードレース世界選手権GP250ランキング3位(4勝/ルーキー・オブ・ザ・イヤー)
鈴鹿8時間耐久ロードレース 優勝(宇川徹)(チームキャビンホンダ/ホンダVTR1000 SPW)
全日本ロードレース選手権最終戦MFJ-GPスーパーバイククラス10位(チームキャビンホンダ/ホンダ・VTR1000 SPW)
- 2001年 - テレフォニカ・モビスター・ホンダ/ホンダNSR250

ロードレース世界選手権GP250チャンピオン(11勝/年間最多勝記録)
文部科学省 スポーツ功労者顕彰
鈴鹿8時間耐久ロードレース 4位(宇川徹/玉田誠)(チームキャビンホンダ/ホンダVTR1000 SPW)
- 2002年 - フォルトゥナ・ホンダ・グレシーニ/ホンダNSR500・ホンダRC211V

ロードレース世界選手権MotoGPクラス ランキング7位(ルーキー・オブ・ザ・イヤー)
鈴鹿8時間耐久ロードレース 優勝(コーリン・エドワーズ)(チームキャビンホンダ/ホンダVTR1000SPW)
- 2003年 - テレフォニカ・モビスター・ホンダ/ホンダRC211V

ロードレース世界選手権MotoGPクラス
第1戦日本GP決勝レース中、シケイン手前左側防護体に衝突し、意識不明のままヘリコプターにより病院へ緊急搬送される。4月20日0時42分に三重県立総合医療センターにて脳幹梗塞のため死去。

### ロードレース世界選手権
| シーズン | クラス | マシン                           | チーム                           | 出走数 | 優勝回数 | 表彰台数 | PP | FL | ポイント | ランキング |
| -------- | ------ | -------------------------------- | -------------------------------- | ------ | -------- | -------- | -- | -- | -------- | ---------- |
| 1996年   | 250cc  | ホンダ・NSR250                   | Team高武                         | 1      | 0        | 1        | 0  | 0  | 16       | 23位       |
| 1997年   | 250cc  | ホンダ・NSR250                   | カストロール・ホンダ             | 1      | 1        | 1        | 0  | 0  | 25       | 19位       |
| 1998年   | 250cc  | ホンダ・NSR250                   | カストロール・ホンダ             | 1      | 1        | 1        | 1  | 0  | 25       | 20位       |
| 1999年   | 250cc  | ホンダ・NSR250                   | カストロール・ホンダ             | 1      | 0        | 0        | 0  | 0  | 11       | 20位       |
| 2000年   | 250cc  | ホンダ・NSR250                   | アクソ・ホンダ・グレシーニ       | 16     | 4        | 9        | 3  | 1  | 259      | 3位        |
| 2001年   | 250cc  | ホンダ・NSR250                   | テレフォニカ・モビスター・ホンダ | 16     | 11       | 13       | 6  | 9  | 322      | 1位        |
| 2002年   | MotoGP | ホンダ・NSR500 ホンダ・RC211V    | フォルトゥナ・ホンダ・グレシーニ | 16     | 0        | 2        | 1  | 1  | 117      | 7位        |
| 2002年   | MotoGP | ホンダ・RC211V                   | フォルトゥナ・ホンダ・グレシーニ | 16     | 0        | 2        | 1  | 1  | 117      | 7位        |
| 2003年   | MotoGP | テレフォニカ・モビスター・ホンダ | 1                                | 0      | 0        | 0        | 0  | 0  | -        |            |
| 合計     |        |                                  |                                  | 53     | 17       | 27       | 11 | 11 | 775      |            |

- ボールド体のレースはポールポジション、イタリック体のレースはファステストラップを記録。

| 年     | クラス | マシン | 1       | 2     | 3     | 4       | 5       | 6     | 7      | 8     | 9       | 10    | 11      | 12      | 13      | 14    | 15    | 16    | 順位 | ポイント |
| ------ | ------ | ------ | ------- | ----- | ----- | ------- | ------- | ----- | ------ | ----- | ------- | ----- | ------- | ------- | ------- | ----- | ----- | ----- | ---- | -------- |
| 1996年 | 250cc  | ホンダ | MAL -   | INA - | JPN 3 | ESP -   | ITA -   | FRA - | NED -  | GER - | GBR -   | AUT - | CZE -   | IMO -   | CAT -   | BRA - | AUS - |       | 23位 | 16       |
| 1997年 | 250cc  | ホンダ | MAL -   | JPN 1 | ESP - | ITA -   | AUT -   | FRA - | NED -  | IMO - | GER -   | BRA - | GBR -   | CZE -   | CAT -   | INA - | AUS - |       | 19位 | 25       |
| 1998年 | 250cc  | ホンダ | JPN 1   | MAL - | ESP - | ITA -   | FRA -   | MAD - | NED -  | GBR - | GER -   | CZE - | IMO -   | CAT -   | AUS -   | ARG - |       |       | 20位 | 25       |
| 1999年 | 250cc  | ホンダ | MAL -   | JPN 5 | ESP - | FRA -   | ITA -   | CAT - | NED -  | GBR - | GER -   | CZE - | IMO -   | VAL -   | AUS -   | RSA - | BRA - | ARG - | 20位 | 11       |
| 2000年 | 250cc  | ホンダ | RSA 2   | MAL 3 | JPN 1 | ESP 2   | FRA 6   | ITA 3 | CAT 4  | NED 8 | GBR 10  | GER 4 | CZE 6   | POR 1   | VAL 5   | BRA 1 | PAC 1 | AUS 3 | 3位  | 259      |
| 2001年 | 250cc  | ホンダ | JPN 1   | RSA 1 | ESP 1 | FRA 1   | ITA 10  | CAT 1 | NED 11 | GBR 1 | GER 2   | CZE 3 | POR 1   | VAL 1   | PAC Ret | AUS 1 | MAL 1 | BRA 1 | 1位  | 322      |
| 2002年 | MotoGP | ホンダ | JPN 10  | RSA 4 | ESP 2 | FRA Ret | ITA Ret | CAT 8 | NED 12 | GBR 7 | GER Ret | CZE 2 | POR Ret | BRA Ret | PAC Ret | MAL 5 | AUS 4 | VAL 4 | 7位  | 117      |
| 2003年 | MotoGP | ホンダ | JPN Ret | RSA - | ESP - | FRA -   | ITA -   | CAT - | NED -  | GBR - | GER -   | CZE - | POR -   | BRA -   | PAC -   | MAL - | AUS - | VAL - | -    | 0        |

## 参考・引用等
- 富樫ヨーコ　佐藤洋美 (2004年4月18日). 富樫ヨーコ　佐藤洋美. ed. 加藤大治郎  DAIJIRO KATO (初 ed.). 株式会社講談社